# Belga labdarúgó-bajnokság (első osztály)
A belga labdarúgó-bajnokság első osztálya, közismertebb nevén Jupiler League vagy Jupiler Pro League a belga labdarúgás legmagasabb osztálya. A bajnokságot 1895-ben alapították. Jelenleg 16 klub szerepel ebben az osztályban, a címvédő a Royal Antwerp.

## Lebonyolítás
A Jupiler League összes résztvevője kétszer játszik minden csapattal, oda-visszavágós rendszerben. A bajnokság így 30 fordulóból áll. A szezon általában augusztustól májusig tart. Az 1995–96-os szezon óta a győzelemért 3 pont jár. Ha a szezon végén 2 csapatnak ugyanannyi pontja van, először a több győzelem rangsorol. Ha ez is megegyezik, nem rangsorolnak újabb szempontok szerint, hanem egy oda-visszavágós mérkőzést játszik egymással a 2 klub, így döntve el az előkelőbb hely sorsát.
A bajnokságban jelenleg 16 csapat szerepel. A 15. és a 16. helyezett osztályozót játszik a bentmaradásért.
A legjobb hat csapat a szezon végén egy rájátszáskörben mérkőzik meg egymással, végül az elöl záró két csapat jut ki a Bajnokok-ligája selejtezőibe, míg a harmadik az Európa-liga selejtezőibe. A 7.-14. helyezett csapatok is egy külön rájátszás rendszerben vesznek részt két csoportra bontva, majd mindkét csoport első helyezettje egy oda-visszavágós döntőben mérkőzik meg, a győztes az Európa-liga selejtezőibe jut.
A bajnoki mérkőzéseit általában pénteken 20:30(1)-kor szombaton 20:00(5) vasárnap 13/18:00(1) és 20:30(1)-kor játsszák.

## Gólkirályok
| Helyezés | Játékos           | Gólok |
| -------- | ----------------- | ----- |
| 1        | Bert De Cleyn     | 350   |
| 2        | Joseph Mermans    | 339   |
| 3        | Bernard Voorhoof  | 281   |
| 4        | Arthur Ceuleers   | 280   |
| 5        | Rik Coppens       | 258   |
| 6        | Erwin Vandenbergh | 252   |
| 7        | Paul Van Himst    | 237   |
| 8        | Raymond Braine    | 192   |
|          |                   |       |

| Szezon  | Játékos                     | Nemz.                           | Klub               | Gól |
| ------- | --------------------------- | ------------------------------- | ------------------ | --- |
| 1998–99 | Jan Koller                  | cseh                            | Lokeren            | 24  |
| 1999–00 | Ole Martin Arst Toni Brogno | norvég · belga                  | Gent Westerlo      | 30  |
| 2000–01 | Tomasz Radzinski            | Kanada                          | Anderlecht         | 23  |
| 2001–02 | Wesley Sonck                | belga                           | Genk               | 30  |
| 2002–03 | Cédric Roussel Wesley Sonck | belga · belga                   | Mons Genk          | 22  |
| 2003–04 | Luigi Pieroni               | belga                           | Mouscron           | 28  |
| 2004–05 | Nenad Jestrović             | szerb                           | Anderlecht         | 18  |
| 2005–06 | Tosin Dosunmu               | Nigéria                         | Germinal Beerschot | 18  |
| 2006–07 | François Sterchele          | belga                           | Germinal Beerschot | 21  |
| 2007–08 | Joseph Akpala               | Nigéria                         | Charleroi          | 18  |
| 2008–09 | Jaime Alfonso Ruiz          | Kolumbia                        | Westerlo           | 18  |
| 2009–10 | Romelu Lukaku               | Belgium                         | Anderlecht         | 18  |
| 2010–11 | Ivan Perišić                | Horvátország                    | Club Brugge        | 22  |
| 2011–12 | Jérémy Perbet               | Franciaország                   | Mons               | 25  |
| 2012–13 | Carlos Bacca                | Kolumbia                        | Club Brugge        | 25  |
| 2013–14 | Hamdi Harbaoui              | Tunézia                         | Lokeren            | 22  |
| 2014–15 | Aleksandar Mitrović         | Szerbia                         | Anderlecht         | 20  |
| 2015–16 | Jérémy Perbet               | Franciaország                   | Charleroi          | 20  |
| 2016–17 | Henry Onyekuru              | Nigéria                         | Eupen              | 22  |
| 2017–18 | Hamdi Harbaoui              | Tunézia                         | Zulte Waregem      | 22  |
| 2018–19 | Hamdi Harbaoui              | Tunézia                         | Zulte Waregem      | 25  |
| 2019-20 | Dieumerci Mbokani           | Kongói Demokratikus Köztársaság | Antwerp            | 18  |
| 2019-20 | Jonathan David              | Kanada                          | Gent               | 18  |
| 2020–21 | Paul Onuachu                | Nigéria                         | KRC Genk           | 33  |
| 2022–23 | Deniz Undav                 | Németország                     | Union SG           | 26  |

## Az eddigi győztesek
| Szezon  | Győztes               | Ezüstérmes            |
| ------- | --------------------- | --------------------- |
| 1895–96 | RFC Liège             | Antwerp               |
| 1896–97 | Rhodienne-De Hoek     | RFC Liège             |
| 1897–98 | RFC Liège             | Rhodienne-De Hoek     |
| 1898–99 | RFC Liège             | Club Brugge           |
| 1899–00 | Rhodienne-De Hoek     | Club Brugge           |
| 1900–01 | Rhodienne-De Hoek     | Beerschot AC          |
| 1901–02 | Rhodienne-De Hoek     | Léopold               |
| 1902–03 | Rhodienne-De Hoek     | Union SG              |
| 1903–04 | Union SG              | Rhodienne-De Hoek     |
| 1904–05 | Union SG              | Rhodienne-De Hoek     |
| 1905–06 | Union SG              | Club Brugge           |
| 1906–07 | Union SG              | Rhodienne-De Hoek     |
| 1907–08 | Rhodienne-De Hoek     | Union SG              |
| 1908–09 | Union SG              | Daring Club Molenbeek |
| 1909–10 | Union SG              | Club Brugge           |
| 1910–11 | Cercle Brugge         | Club Brugge           |
| 1911–12 | Daring Club Molenbeek | Union SG              |
| 1912–13 | Union SG              | Daring Club Molenbeek |
| 1913–14 | Daring Club Molenbeek | Union SG              |
| 1915–19 | Első világháború      |                       |
| 1919–20 | Club Brugge           | Union SG              |
| 1920–21 | Daring Club Molenbeek | Union SG              |
| 1921–22 | Beerschot AC          | Union SG              |
| 1922–23 | Union SG              | Beerschot AC          |
| 1923–24 | Beerschot AC          | Union SG              |
| 1924–25 | Beerschot AC          | Antwerp               |
| 1925–26 | Beerschot AC          | Standard Liège        |
| 1926–27 | Cercle Brugge         | Beerschot AC          |
| 1927–28 | Beerschot AC          | Standard Liège        |
| 1928–29 | Antwerp               | Beerschot AC          |
| 1929–30 | Cercle Brugge         | Antwerp               |
| 1930–31 | Antwerp               | KV Mechelen           |
| 1931–32 | Lierse                | Antwerp               |
| 1932–33 | Union SG              | Antwerp               |
| 1933–34 | Union SG              | Daring Club Molenbeek |
| 1934–35 | Union SG              | Lierse                |
| 1935–36 | Daring Club Molenbeek | Standard Liège        |
| 1936–37 | Daring Club Molenbeek | Beerschot AC          |
| 1937–38 | Beerschot AC          | Daring Club Molenbeek |
| 1938–39 | Beerschot AC          | Lierse                |
| 1939–41 | Második világháború   |                       |
| 1941–42 | Lierse                | Beerschot AC          |
| 1942–43 | KV Mechelen           | Beerschot AC          |
| 1943–44 | Antwerp               | Anderlecht            |
| 1945–46 | KV Mechelen           | Antwerp               |
| 1946–47 | Anderlecht            | Olympic Charleroi     |
| 1947–48 | KV Mechelen           | Anderlecht            |
| 1948–49 | Anderlecht            | Berchem Sport         |
| 1949–50 | Anderlecht            | Berchem Sport         |
| 1950–51 | Anderlecht            | Berchem Sport         |
| 1951–52 | RFC Liège             | KRC Mechelen          |
| 1952–53 | RFC Liège             | Anderlecht            |
| 1953–54 | Anderlecht            | KV Mechelen           |
| 1954–55 | Anderlecht            | KAA Gent              |
| 1955–56 | Anderlecht            | Antwerp               |
| 1956–57 | Antwerp               | Anderlecht            |
| 1957–58 | Standard Liège        | Antwerp               |
| 1958–59 | Anderlecht            | RFC Liège             |
| 1959–60 | Lierse                | Anderlecht            |
| 1960–61 | Standard Liège        | RFC Liège             |
| 1961–62 | Anderlecht            | Standard Liège        |

| Szezon  | Győztes        | Ezüstérmes     |
| ------- | -------------- | -------------- |
| 1962–63 | Standard Liège | Antwerp        |
| 1963–64 | Anderlecht     | Beringen       |
| 1964–65 | Anderlecht     | Standard Liège |
| 1965–66 | Anderlecht     | St. Truiden    |
| 1966–67 | Anderlecht     | Club Brugge    |
| 1967–68 | Anderlecht     | Club Brugge    |
| 1968–69 | Standard Liège | Charleroi      |
| 1969–70 | Standard Liège | Club Brugge    |
| 1970–71 | Standard Liège | Club Brugge    |
| 1971–72 | Standard Liège | Club Brugge    |
| 1972–73 | Club Brugge    | Standard Liège |
| 1973–74 | Anderlecht     | Antwerp        |
| 1974–75 | Molenbeek      | Antwerp        |
| 1975–76 | Club Brugge    | Anderlecht     |
| 1976–77 | Club Brugge    | Anderlecht     |
| 1977–78 | Club Brugge    | Anderlecht     |
| 1978–79 | Beveren        | Anderlecht     |
| 1979–80 | Club Brugge    | Standard Liège |
| 1980–81 | Anderlecht     | Lokeren        |
| 1981–82 | Standard Liège | Anderlecht     |
| 1982–83 | Standard Liège | Anderlecht     |
| 1983–84 | Beveren        | Anderlecht     |
| 1984–85 | Anderlecht     | Club Brugge    |
| 1985–86 | Anderlecht     | Club Brugge    |
| 1986–87 | Anderlecht     | KV Mechelen    |
| 1987–88 | Club Brugge    | KV Mechelen    |
| 1988–89 | KV Mechelen    | Anderlecht     |
| 1989–90 | Club Brugge    | Anderlecht     |
| 1990–91 | Anderlecht     | KV Mechelen    |
| 1991–92 | Club Brugge    | Anderlecht     |
| 1992–93 | Anderlecht     | Standard Liège |
| 1993–94 | Anderlecht     | Club Brugge    |
| 1994–95 | Anderlecht     | Standard Liège |
| 1995–96 | Club Brugge    | Anderlecht     |
| 1996–97 | Lierse         | Club Brugge    |
| 1997–98 | Club Brugge    | Genk           |
| 1998–99 | Genk           | Club Brugge    |
| 1999–20 | Anderlecht     | Club Brugge    |
| 2000–01 | Anderlecht     | Club Brugge    |
| 2001–02 | Genk           | Club Brugge    |
| 2002–03 | Club Brugge    | Anderlecht     |
| 2003–04 | Anderlecht     | Club Brugge    |
| 2004–05 | Club Brugge    | Anderlecht     |
| 2005–06 | Anderlecht     | Standard Liège |
| 2006–07 | Anderlecht     | Genk           |
| 2007–08 | Standard Liège | Anderlecht     |
| 2008–09 | Standard Liège | Anderlecht     |
| 2009–10 | Anderlecht     | KAA Gent       |
| 2010–11 | Genk           | Standard Liège |
| 2011–12 | Anderlecht     | Club Brugge    |
| 2012–13 | Anderlecht     | Zulte-Waregem  |
| 2013–14 | Anderlecht     | Standard Liège |
| 2014–15 | KAA Gent       | Club Brugge    |
| 2015–16 | Club Brugge    | Anderlecht     |
| 2016–17 | Anderlecht     | Club Brugge    |
| 2017–18 | Club Brugge    | Anderlecht     |
| 2018–19 | Genk           | Club Brugge    |
| 2019–20 | Club Brugge    | KAA Gent       |
| 2020–21 | Club Brugge    | Genk           |
| 2021–22 | Club Brugge    | Union SG       |
| 2022–23 | Royal Antwerp  | Genk           |

## A legsikeresebb klubok
- 34 bajnoki cím: RSC Anderlecht
- 18 bajnoki cím: Club Brugge
- 11 bajnoki cím: R Union Saint-Gilloise
- 10 bajnoki cím: Standard de Liège
- 7 bajnoki cím: Beerschot
- 6 bajnoki cím: Racing de Bruxelles
- 5 bajnoki cím: Daring de Bruxelles, RFC Liégeois, Royal Antwerp
- 4 bajnoki cím: KV Mechelen, Lierse SK, KRC Genk
- 3 bajnoki cím: Cercle Brugge KSV
- 2 bajnoki cím: KSK Beveren
- 1 bajnoki cím: RWD Molenbeek, KAA Gent

## Korábbi első osztályú klubok
A félkövérrel írt csapatok vagy megszűntek, vagy összeolvadtak egy másik klubbal.
- K Sint-Truidense VV (1994-95-től 2007-08)
- Brussels (2004-05-től 2007-08)
- K Lierse SK (1988-89-től 2006-07)
- KSK Beveren (1997-98-tól 2006-07)
- RAA Louviéroise (2000-01-től 2005-06)
- KV Oostende (2004-05)
- R Antwerp FC (2000-01-től 2003-04)
- K. Heusden-Zolder (2003-04)
- KFC Lommel SK (2001-02-től 2002-03)
- KSC Eendracht Aalst (1994-95-től 2001-02)
- RWD Molenbeek (2001-02)
- K.R.C. Harelbeke (1995-96-tól 2000-01)
- KFC Verbroedering Geel (1999-2000)
- KSV Waregem (1995-96)
- R.F.C. Liégeois (1945-46-tól 1994-95)
- F.C. Boom (1992-93)
- K. Beerschot V.A.V. (1982-83-tól 1990-91)
- KRC Mechelen (1988-89-től 1989-90)
- R.C. Jet de Bruxelles (1986-87-től 1987-88)
- K Berchem Sport (1986-87)
- R.F.C. Sérésien (1982-83-tól 1986-87)
- K.S.V. Waterschei Thor (1978-79-től 1985-86)
- K. Sint-Niklase S.K. (1984-85)
- R. Beringen F.C. (1983-84)
- F.C. Winterslag (1976-77-től 1982-83)
- KSK Tongeren (1981-82-től 1982-83)
- S.C. Hasselt (1979-80)
- A.S. Oostende (1974-75-től 1976-77)
- R.O.C. de Charleroi (1974-75)
- K Tesamen Hogerop Diest (1970-71-től 1974-75)
- R Union Saint-Gilloise (1968-69-től 1972-73)
- R. Crossing Club de Schaerbeek (1969-70-től 1972-73)
- R. Daring Club de Bruxelles (1959-60-tól 1968-69)
- R. Tilleur F.C. (1964-65-től 1966-67)
- RCS Verviétois (1956-57-től 1960-61)
- V.V. Patro Eisden (1960-61)
- RRC Tournaisien (1958-59)
- R.C. de Bruxelles (1954-55)
- K Lyra (1953-54)
- R.R.C. de Gand (1952-53)
- R.U.S. Tournaisienne (1951-52)
- R. Stade Louvaniste (1949-50)
- R Uccle Sport (1947-48)
- White Star A.C. (1934-35-től 1946-47)
- RCS La Forestoise (1942-43-tól 1946-47)
- R.C. Tirlemont (1937-38)
- F.C. Turnhout (1936-37)
- Belgica F.C. Edegem (1933-34-től 1934-35)
- Tubantia F.A.C. (1930-31-től 1931-32)
- R.F.C. Montegnée (1930-31)
- Léopold Club de Bruxelles (1913-14)
- E.S.C. de Bruxelles (1908-09-től 1912-13)
- Athletic and Running Club de Bruxelles (1896-97-től 1904-05)
- Olympia Club de Bruxelles (1903-04)
- Skill FC de Bruxelles (1899-1900-tól 1901-02)
- Sporting Club de Bruxelles (1895-96-tól 1896-97)
- Union FC d'Ixelles (1895-96)

## Magyar játékosok a bajnokságban
- Balogh István: Waregem
- Balog Tibor: R. Charleroi SC
- Bálint László: Club Brugge KV
- Bánfi János: SC Aalst
- Bárányos Zsolt: Lommel SK
- Bernáth Csaba: Royal Antwerp FC
- Bérczy Balázs: Beerschot
- Bognár György: Standard Liége
- Bodor Boldizsár: Beerschot
- Brockhauser István: KRC Genk
- Bukrán Gábor: R. Charleroi SC, Royal Antwerp FC
- Czvitkovics Péter: KV Kortrijk
- Disztl László: Club Brugge KV
- Eppel Márton: Cercle Brugge KSV
- Eszenyi Dénes: KV Mechelen
- Fazekas Árpád: RSC Anderlecht
- Fazekas László: Royal Antwerp FC
- Garaba Imre: R. Charleroi SC
- Gáspár József: RWD Molenbeek
- Gelei Károly: Royal Antwerp FC
- Gulyás István: R. Charleroi SC
- Gyimesi László: KRC Genk
- Hajnal Tamás: K Sint-Truidense VV
- Halmai Gábor: Germinal Ekeren
- Horváth Ferenc: KRC Genk
- Jován Róbert: R. Charleroi SC
- Juhász Roland: RSC Anderlecht
- Keller József: KSK Beveren
- Kiss Zoltán: Beerschot
- Kovács Ervin: Beerschot
- Kovács Kálmán: Royal Antwerp FC
- Kovács Péter: Lierse SK
- Kozma Mihály: Waterschei
- Köteles László: KRC Genk, Waasland-Beveren
- Krivitz Tamás: Lierse SK
- Kű Lajos: Club Brugge KV
- Ladinszky Attila: K Beerschot VAC, RSC Anderlecht
- Lendvai Miklós: Beerschot, R. Charleroi SC
- Lőrincz Emil: RWD Molenbeek
- Martos Győző: Waterschei
- Mészáros Ferenc: KSC Lokeren
- Márton Gábor: KRC Genk
- Mónos Tamás: Germinal Ekeren, RFC Liège
- Nagy Antal: Standard de Liège, Royal Antwerp FC
- Németh András: KRC Genk
- Petry Zsolt: KAA Gent, R. Charleroi SC
- Pintér Attila: Beerschot
- Pisont István: R. Charleroi SC[1]
- Szabadi László: Beerschot
- Szalai Attila: Standard Liége
- Szekeres Tamás: KAA Gent
- Sztáni István:Standard Liége
- Tisza Tibor: K Sint-Truidense VV
- Torma Gábor: Cercle Brugge KSV
- Tóth András: Lierse SK
- Tóth Balázs: KRC Genk
- Tőzsér Dániel: KRC Genk
- Urbán Flórián
- Vancsa Zalán: KAA Gent
- Varga István: KSV Waregem
- Vass Ádám: KV Oostende